# Hrašče (gmina Vipava)
Hrašče – wieś w Słowenii, w gminie Vipava. W 2018 roku liczyła 76 mieszkańców.